# Alberto Balderas
Alberto Balderas Reyes, né à Mexico (Mexique) le 8 octobre 1910, mort à Mexico le 29 décembre 1940, est un matador mexicain.

## Présentation
Il abandonne le Conservatoire national de musique.
Malgré l’opposition de son père chef d’orchestre, il se lance dans le toreo et, dès l’âge de dix-sept ans, il devient l’un des novilleros les plus célèbres du Mexique. En 1929, il part en Espagne. Le 19 septembre 1930, il prend l’alternative à Morón de la Frontera (Espagne, province de Séville), avec comme parrain Manuel Mejías Rapela Manolo Bienvenida. Il retourne ensuite toréer au Mexique où il occupe les premiers postes de l’escalafón, ne revenant en Espagne qu’au cours de l’année 1934, sans grand succès.
Balderas était considéré comme un matador élégant, notamment avec le capote, et excellent aux banderilles, mais beaucoup plus faible avec la muleta et l’épée. Son toreo s’adaptait essentiellement au taureau mexicain, plus noble que le taureau espagnol.
Le 29 décembre 1940, dans les arènes de Mexico, il est gravement blessé par le taureau « Cobijano » de la ganadería de Piedras Negras. Il meurt le même jour.